# Jacques Plantier

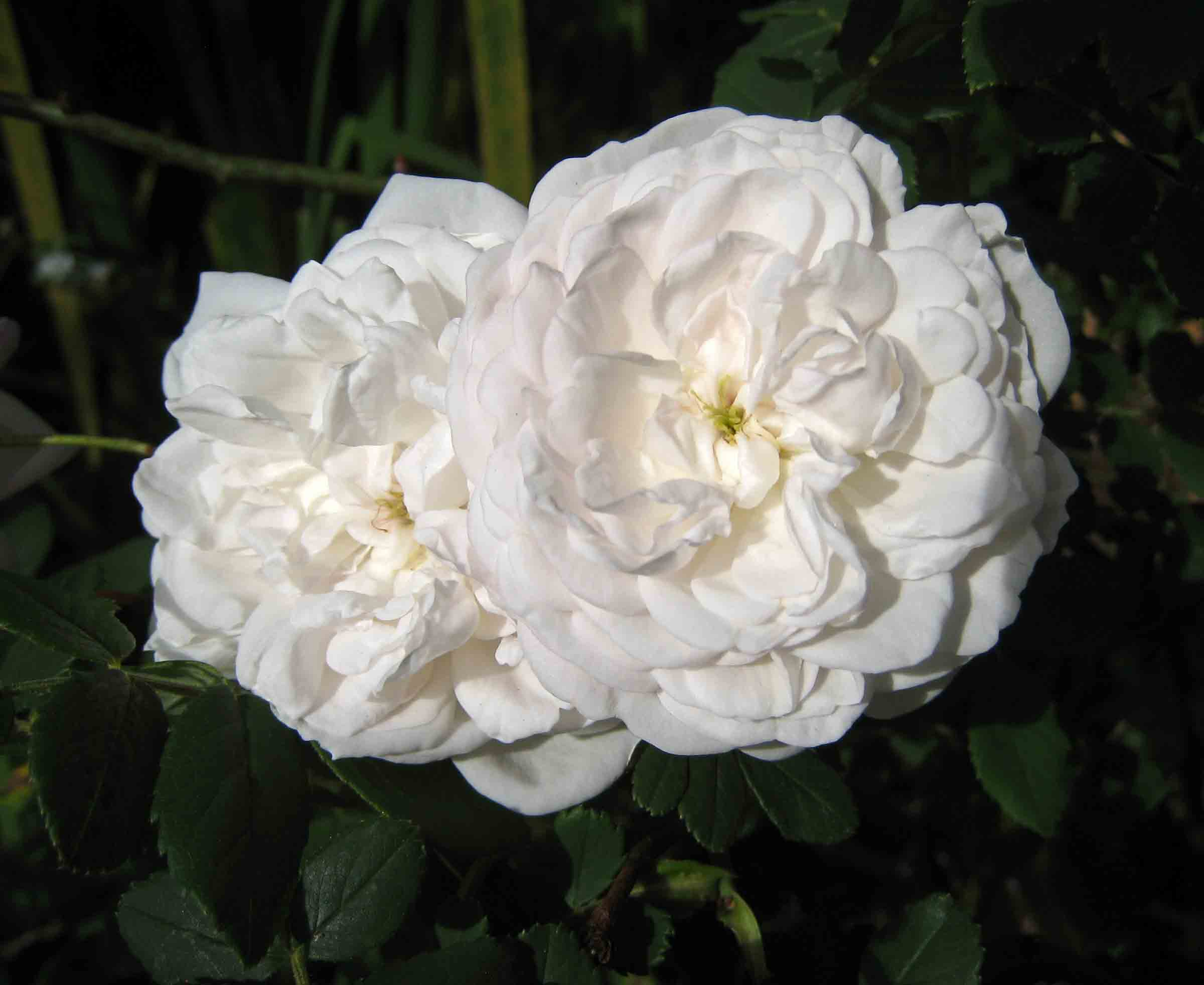
Jacques Plantiers berühmte Rose 'Madame Plantier' (1835)

Jacques Plantier (* 27. Mai 1792 in Ambilly (Rhône-Alpes); † 23. März 1872 in Nîmes) war ein französischer Gärtner und Rosenzüchter.

## Leben und Wirken
Bereits sein Vater und Großvater waren Gärtner.
Jacques Plantier selber wurde um 1811/1812 mit 19 Jahren Gärtner des Comte d’Arloz im Park des Chateau de Grammont, in Ceyzérieux bei l’Ain. Im Dezember 1812 heiratete Plantier die etwa vier Jahre ältere Josephte (oder Josette) Louise Bandol, die als Dienerin im Schloss arbeitete. Nur 10 Wochen nach der Heirat wurde ihr Sohn Claude Henri geboren, der 1855 Bischof von Nîmes wurde.
Plantier übernahm bald die Leitung des Anwesens und erwarb sich durch seine exzellente Arbeit einen ausgezeichneten Ruf, der durch verschiedene Besucher verbreitet wurde.
Mit 25 Jahren wurde er Gärtner bei Louis-Alexandre Séguin in St. Cyr au Mont d’Or, wo er von 1817 bis 1830 arbeitete. Er begann sich außerdem für Rosen zu interessieren und mit Erlaubnis seines Arbeitgebers durfte er auch eigene Sorten züchten.

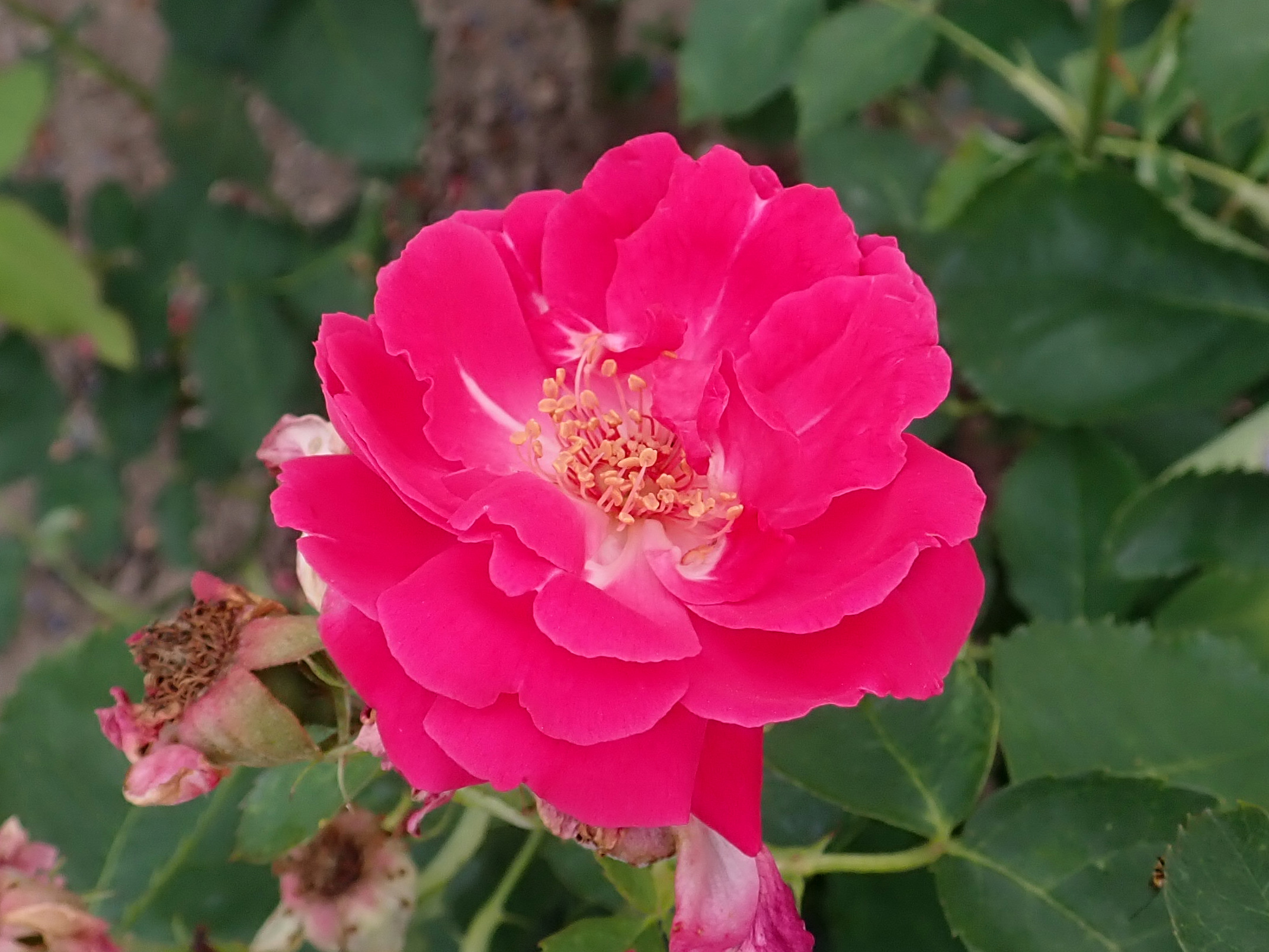
'Gloire des Rosomanes', 1825 (eingeführt von Vibert)

Nachdem Plantiers erste Frau 1827 gestorben war, heiratete er drei Jahre später Charlotte Romain, die jedoch nur eineinhalb Jahre später im Kindbett starb.
Im Jahr 1830 ging er nach Lyon, wo er in der Gegend von La Guillotière als Rosenzüchter einen Neuanfang wagte. Er gilt als erster, der in Lyon Rosen aus Sämlingen zog und begründete damit eine fruchtbare Tradition.
1834 heiratete er seine dritte Frau, Mary Frances Perrat, nach der er die heute noch berühmte weiße Noisette- oder Alba-Rose 'Madame Plantier' benannte, die er im folgenden Jahr 1835 herausbrachte.
1840 verkaufte er sein Unternehmen an François Lacharme, der ein häufiger Besucher der Gärten von Plantier gewesen war und wahrscheinlich in den ersten Jahren seiner Geschäftstätigkeit noch Sämlinge Plantiers herausbrachte.
Plantier selber beschäftigte sich auch weiterhin mit der Rosenzucht. Insgesamt züchtete er 37 eigene Sorten, die teilweise von anderen Händlern herausgebracht wurden. Abgesehen von der bereits genannten 'Madame Plantier' sind heute noch bekannt: die kirschrote einfache China-Rose 'Gloire des Rosomanes' (1825), die von Jean-Pierre Vibert herausgebracht wurde (1836), die rosa-farbene Bourbon-Rose 'Pierre de St.-Cyr' (1838) und die purpurrote oder -rosa 'Ardoisée de Lyon' (1858).
Jacques Plantier starb am 23. März 1872 in Nîmes.
Seine bekanntesten Rosen sind unter anderem im historischen Rosengarten des Parc de la Tête d’Or in Lyon zu sehen.

## Galerie: Rosen von Plantier

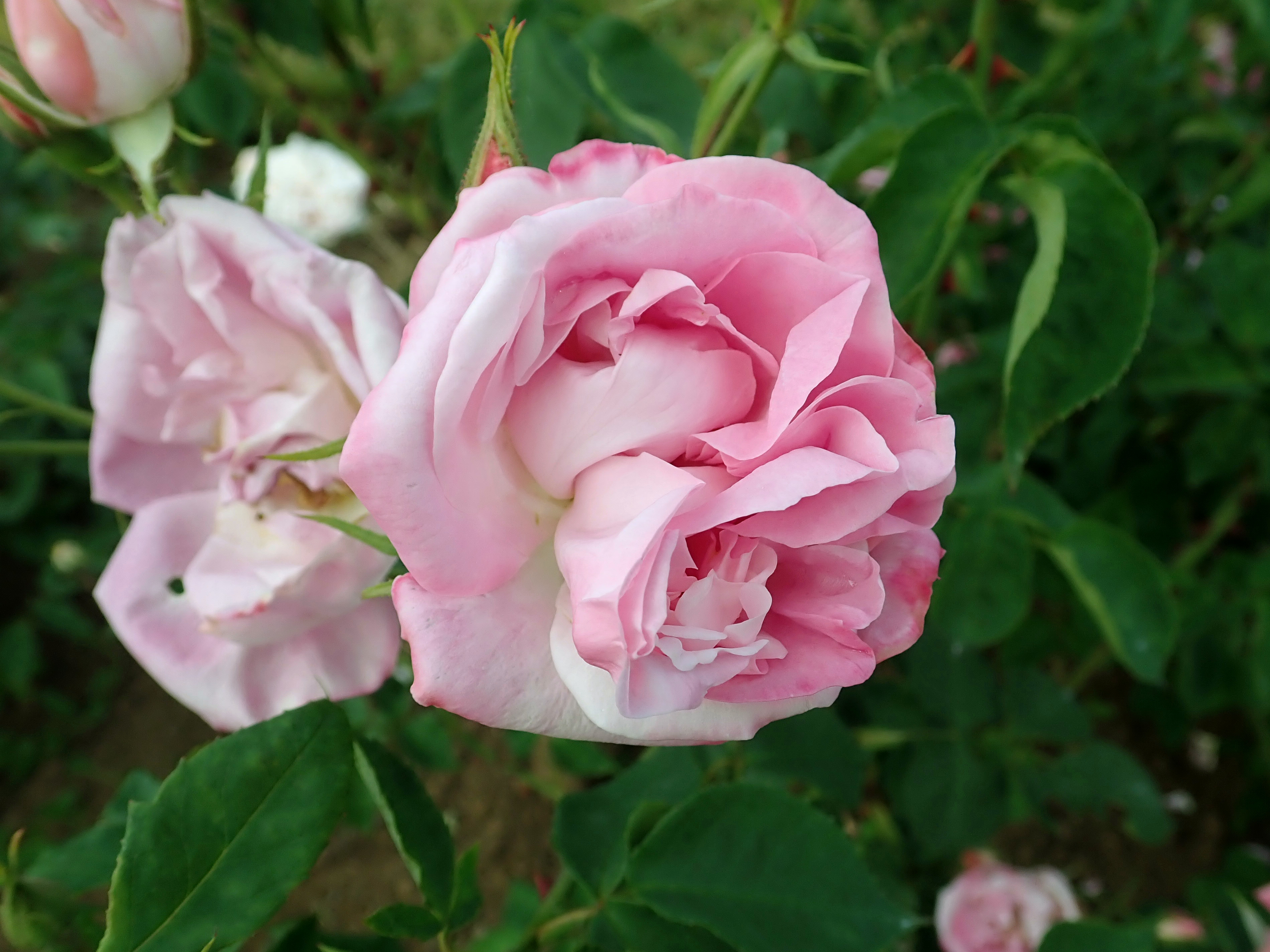
'Pierre de St. Cyr', 1838
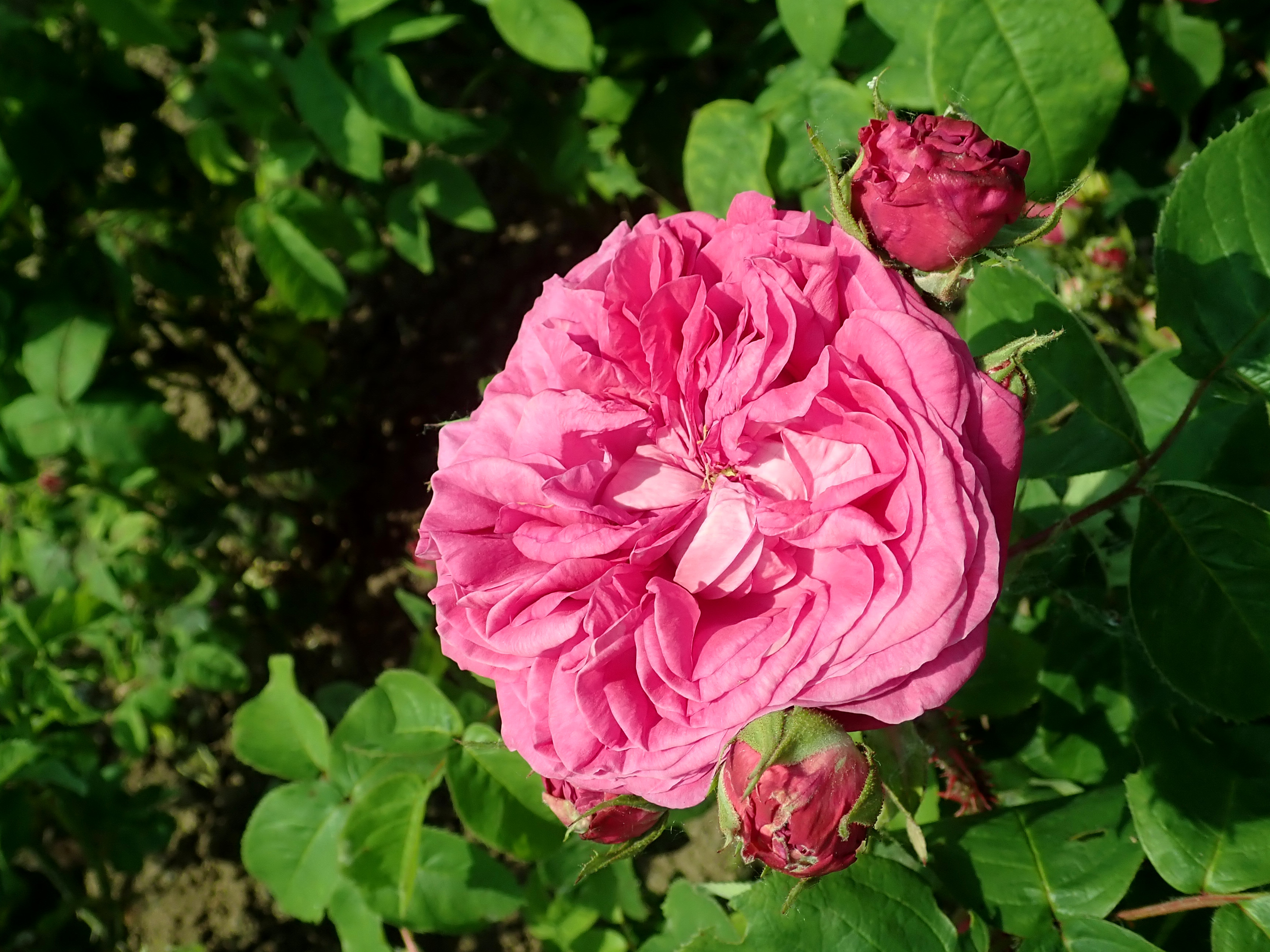
'Ardoisée de Lyon', 1858 (eingeführt von  Damaizin)